# Shauki El-Said
Shauki El-Said –en árabe, شوقي السعيد– (nacido el 10 de julio de 1985) es un deportista egipcio que compitió en taekwondo. Ganó una medalla en los Juegos Panafricanos de 2015 y dos medallas en el Campeonato Africano en los años 2009 y 2014.

## Palmarés internacional
| Juegos Panafricanos | Juegos Panafricanos               | Juegos Panafricanos | Juegos Panafricanos |
| Año                 | Lugar                             | Medalla             | Categoría           |
| ------------------- | --------------------------------- | ------------------- | ------------------- |
| 2015                | Brazzaville (República del Congo) | Medalla de bronce   | –58 kg              |
| Campeonato Africano |                                   |                     |                     |
| Año                 | Lugar                             | Medalla             | Categoría           |
| 2009                | Yaundé (Camerún)                  | Medalla de plata    | –58 kg              |
| 2014                | Túnez (Túnez)                     | Medalla de oro      | –58 kg              |